# 中村祐人
中村 祐人（なかむら ゆうと、広東語イェール式:Jūng Chyūn Yauh Yàhn、普通話拼音:Zhōngcūn Yòurén、1987年1月23日 - ）は、千葉県出身・日系中国人（香港永久性居民）の元プロサッカー選手。元香港代表。ポジションはフォワード、ミッドフィールダー。
実父は2019年まで浦和レッズでGMを務めた中村修三。

## 来歴
父の影響で、5歳でサッカーを始める。柏レイソルジュニア6年時に全国少年サッカー大会8強。浦和ジュニアユースに進み、3年時に日本クラブユース選手権優勝。
西武台高校に進学し、浦和レッズユースに昇格。1、2年時には、日本クラブユース選手権準優勝を果たすが、浦和レッズユースでは、スーパーサブとしての起用が多かったため、高校2年生の9月に浦和ユースを退団し、西武台高校サッカー部に入部。規定により、6ヶ月公式戦への出場が認められなかったが、ラストチャンスで臨んだ第83回全国高等学校サッカー選手権大会に西武台の主力として出場を果たす。青学大時代は関東大学2部リーグで17得点を挙げ、得点王とベストイレブンに選出されるなど活躍した。

### クラブ
2009年1月に香港リーグ1部のTSWペガサスに入団し、移籍4日後のデビュー戦（アウェイの傑志戦）でいきなりゴールを決めると安定した活躍を見せ、結局チーム2位となる公式戦12ゴールを記録してプロ1年目のシーズンを終えた。
2009年7月に当時ポルトガル2部のポルティモネンセからオファーを受けていることが判明。「欧州は夢だったので本当に嬉しい。2部から1部、そして欧州主要リーグにステップアップしたい」と語り、移籍に前向きだと報じられていたが、同年9月1日、ポルティモネンセと正式契約した事が明らかになった。
2010年7月、ポルティモネンセから契約延長の打診を受けるも、古巣からの熱烈オファーを受け、出場機会を優先して香港リーグ1部のTSWペガサスに復帰するも、2010年11月に退団
。
2011年6月に香港リーグ1部の公民入団が決定。2014年に南華足球隊に移籍。2016年に和富大埔へ移籍。
2018年、傑志に移籍。2019年9月、和富大埔に期限付きで移籍。
2020年6月、理文足球会に完全移籍で加入。2023年6月に現役引退と香港を去ることを自身のSNSを通じて発表した。

### 代表
2018年10月、中国国籍を取得し香港代表に選出され、10月16日に行われた親善試合・インドネシア戦で先発出場し代表デビューを果たした。

## エピソード
- TSWペガサス時代には毎日のように凍檸茶（ドンレンチャ・いわゆるアイスレモンティー）を飲んでいた事から、当時チームメイトだった岡野雅行にブログ内で「ドンレンチャ祐人」などと呼ばれていた。

## 所属クラブ
- 柏レイソルジュニア
- 1999年 - 2001年 浦和レッズJrユース
- 2002年 - 2003年 浦和レッズユース
- 2004年 西武台高等学校
- 2005年 - 2008年 青山学院大学
- 2009年   TSWペガサス
- 2009年 - 2010年  ポルティモネンセ
- 2010年  TSWペガサス
- 2011年 - 2014年  公民
- 2014年 - 2016年  南華足球隊
- 2016年 - 2018年  和富大埔
- 2018年 - 2019年  傑志
  - 2019年 - 2020年  和富大埔（期限付き移籍）
- 2020年 - 2023年  理文足球会

## 個人成績
| 国内大会個人成績 | 国内大会個人成績 | 国内大会個人成績 | 国内大会個人成績 | 国内大会個人成績 | 国内大会個人成績 | 国内大会個人成績 | 国内大会個人成績 | 国内大会個人成績 | 国内大会個人成績 | 国内大会個人成績 | 国内大会個人成績 |
| 年度             | クラブ           | 背番号           | リーグ           | リーグ戦         | リーグ戦         | リーグ杯         | リーグ杯         | オープン杯       | オープン杯       | 期間通算         | 期間通算         |
| 年度             | クラブ           | 背番号           | リーグ           | 出場             | 得点             | 出場             | 得点             | 出場             | 得点             | 出場             | 得点             |
| 香港             | 香港             | 香港             | 香港             | リーグ戦         | リーグ戦         | リーグ杯         | リーグ杯         | FA杯             | FA杯             | 期間通算         | 期間通算         |
| ---------------- | ---------------- | ---------------- | ---------------- | ---------------- | ---------------- | ---------------- | ---------------- | ---------------- | ---------------- | ---------------- | ---------------- |
| 2008-09          | ペガサス         | 30               | 香港1部          | 12               | 7                | 4                | 4                | 4                | 1                | 20               | 12               |
| ポルトガル       | ポルトガル       | ポルトガル       | ポルトガル       | リーグ戦         | リーグ戦         | リーグ杯         | リーグ杯         | ポルトガル杯     | ポルトガル杯     | 期間通算         | 期間通算         |
| 2009-10          | ポルティモネンセ | 14               | ポルトガル2部    | 2                | 0                | 1                | 0                | -                | -                | 3                | 0                |
| 香港             | 香港             | 香港             | 香港             | リーグ戦         | リーグ戦         | リーグ杯         | リーグ杯         | FA杯             | FA杯             | 期間通算         | 期間通算         |
| 2010-11          | ペガサス         | 7                | 香港1部          | 4                | 1                | 1                | 0                | 0                | 0                | 5                | 1                |
| 2011-12          | 公民             | 14               | 香港1部          | 18               | 5                | 2                | 0                | 1                | 0                | 21               | 5                |
| 2012-13          | 公民             | 10               | 香港1部          | 17               | 6                | 5                | 2                | 1                | 0                | 23               | 8                |
| 2013-14          | 公民             | 10               | 香港1部          | 17               | 6                | 2                | 0                | 1                | 0                | 20               | 6                |
| 2014-15          | サウスチャイナ   | 14               | 香港1部          | 14               | 5                | 2                | 2                | 2                | 0                | 18               | 7                |
| 通算             | 香港             | 香港             | 1部              | 82               | 30               | 16               | 8                | 9                | 1                | 107              | 39               |
| 通算             | ポルトガル       | ポルトガル       | 2部              | 2                | 0                | 1                | 0                | 0                | 0                | 3                | 0                |
| 総通算           | 総通算           | 総通算           | 総通算           | 84               | 30               | 17               | 8                | 9                | 1                | 110              | 39               |

- 2009年1月11日 - プロ初出場・初得点（香港リーグ1部） - 傑志戦（旺角大球場）